# Friedrich Kasiski
Friedrich W. Kasiski (ur. 29 listopada 1805 w Człuchowie, zm. 22 maja 1881 w Szczecinku) – niemiecki kryptolog, archeolog.

## Życiorys
Friedrich Kasiski w wieku 17 lat wstąpił do wojska, gdzie doszedł do stopnia wojskowego majora. Po zakończeniu służby wojskowej zajął się kryptologią. W 1863 ukazały się Szyfry i sztuka ich łamania, jednak praca ta przeszła bez echa w świecie kryptologów. W związku z niepowodzeniem Kasiski zarzucił kryptografię i zajął się archeologią, głównie archeologią prehistorycznych grobowców i ich opisywaniem w prasie naukowej. Swoje prace wykopaliskowe prowadził m.in. na terenach przyległych do rodzinnego miasta. Zmarł w 1881. Jego eksponaty zostały wywiezione do Berlina i dały podwaliny tamtejszemu muzeum etnograficznemu.
Metoda Kasiskiego tzw. "różnice Kasiskiego" zrewolucjonizowała kryptografię, jednak sam Kasiski już się o tym nie dowiedział. Metoda opierała się na określaniu długości klucza dzięki odległościom pomiędzy identycznymi kombinacjami liter w tekście tajnym.